# Oldsjöarna

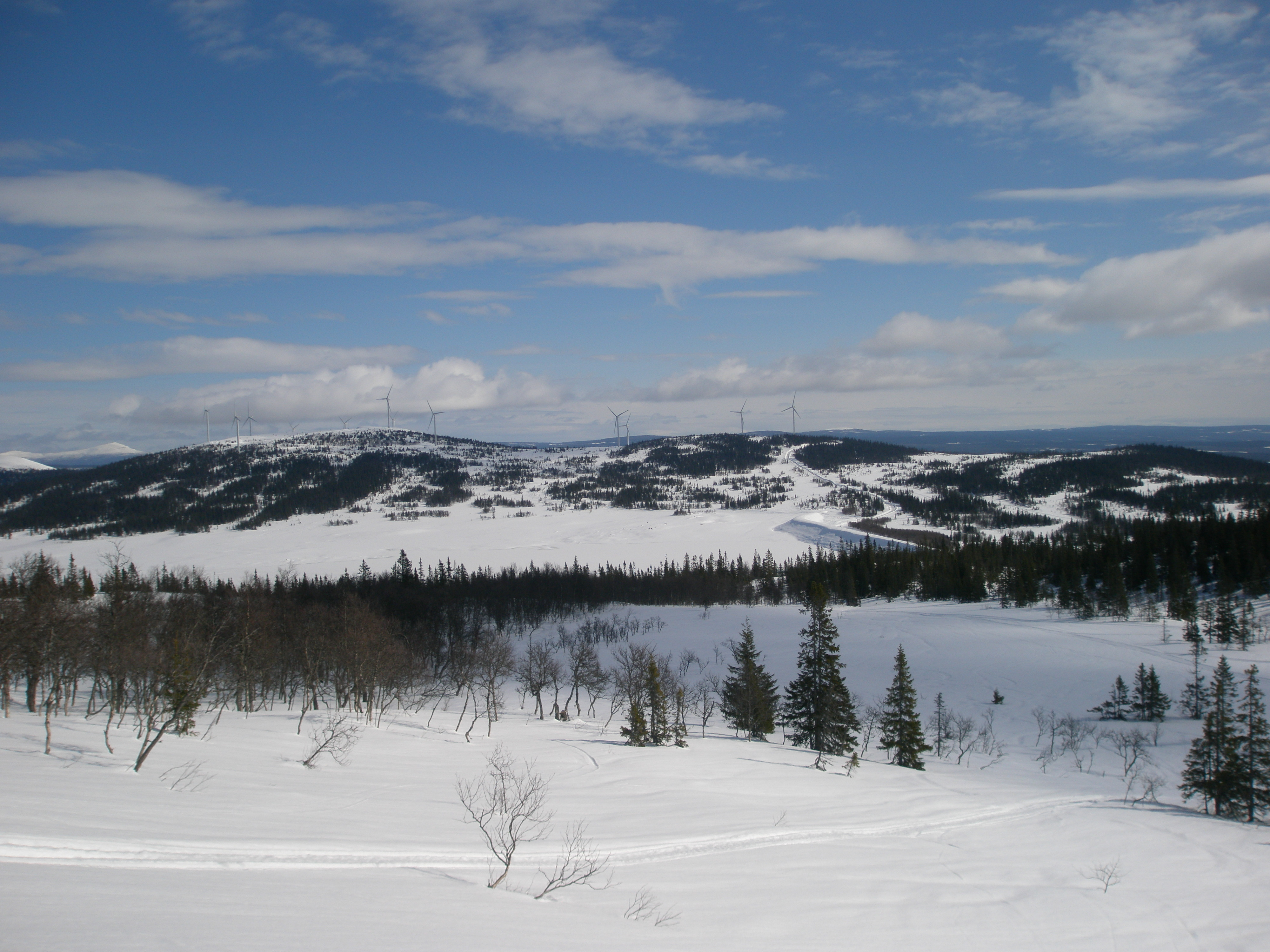
Övre Oldsjön, kraftverksdammen och Storrun vindpark

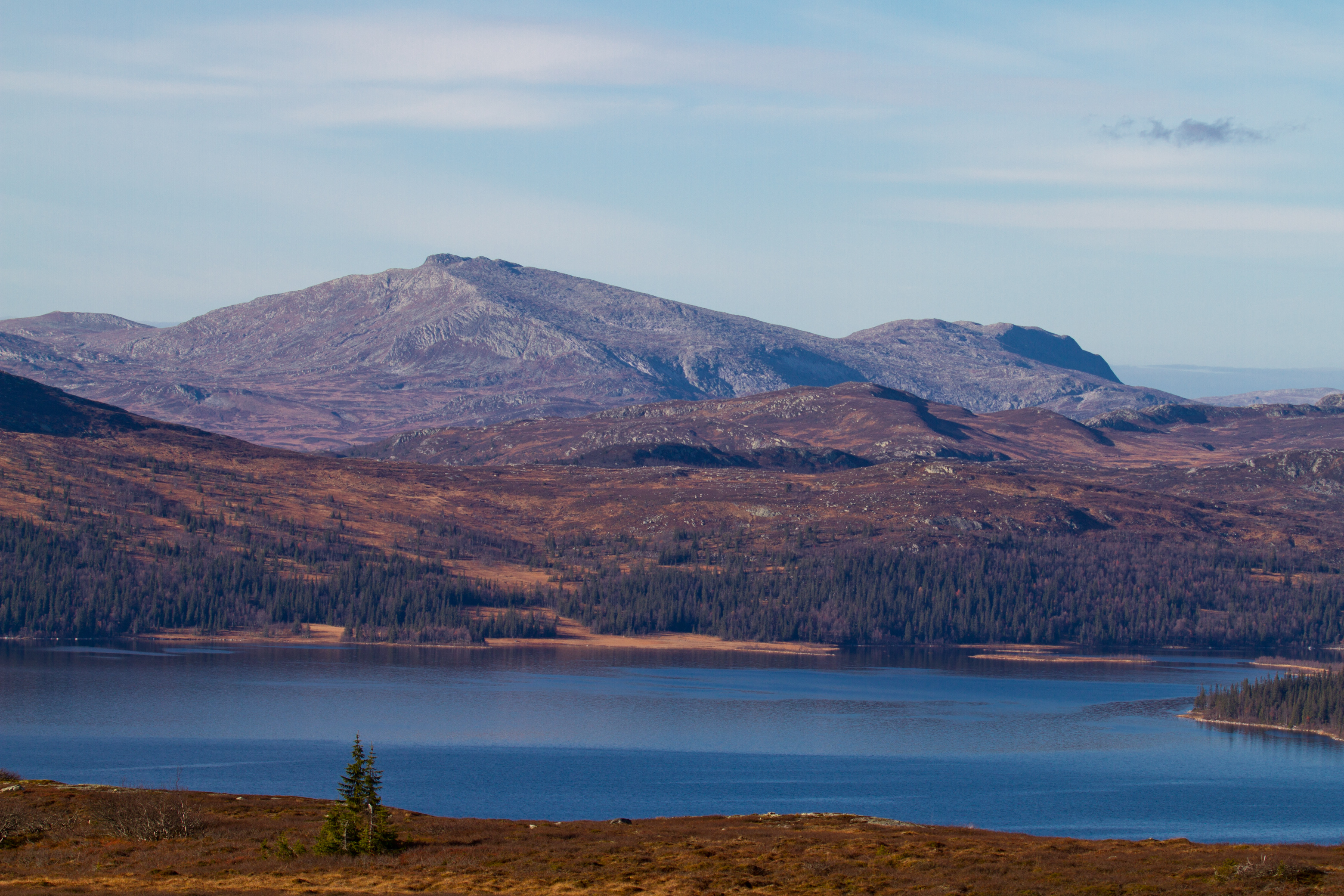
Mjölkvattsfjället i oktober sett från sydöst. I förgrunden syns Övre Oldsjön

Övre Oldsjön och Yttre Oldsjön är två insjöar i norra delen av Offerdals socken, Krokoms kommun, Jämtland. 
Övre Oldsjön är belägen i Oldfjällen vid fjället Oldklumpen. Långans olika källflöden, Långsån, Oldån och Fisklösån, förenas i Yttre Oldsjön. Oldsjöarna avvattnas av Långan som efter utflödet ur Yttre Oldsjön rinner genom Rönnösjön och Landösjön vidare till Indalsälven.

## Elkraftproduktion
Vid Oldsjöarna finns sedan 1971-1975 ett vattenkraftverk med två aggregat. Oldåaggregatet använder fallhöjden mellan Övre Oldsjön och Yttre Oldsjön (ungefär 260 meter) och Långsåaggregatet fallhöjden mellan Övre Lill-Mjölkvattnet och Yttre Oldsjön (ungefär 200 meter). Kraftstationen är underjordisk och ligger vid Övre Oldsjöns utlopp. Kraftverket ägs av Statkraft. 
På fjället Storrun vid Övre Oldsjön finns sedan 2009 en vindkraftspark bestående av 12 vindkraftverk.